# Procédure de sauvegarde (droit français)
Ne doit pas être confondu avec Sauvegarde de justice.
Pour les articles homonymes, voir Procédure et Sauvegarde (homonymie).
La procédure de sauvegarde est une procédure collective qui protège les entreprises en difficulté en suspendant le paiement de dettes à l'ouverture de la procédure. Elle a été introduite en droit français par la loi 2005-845 du 26 juillet 2005.
Il s'agit de l'une des procédures en droit français pour laquelle le recours contre les jugements et ordonnances est le plus court dans le temps puisqu'il doit être déposé dans un délai de 10 jours à compter du prononcé de la décision et non pas de la notification comme en dispose l'article R661-2 du code de commerce.

## Définition
La procédure de sauvegarde concerne les entreprises qui ne sont pas en cessation de paiement, contrairement à la procédure de redressement judiciaire. Elle permet à une société de se protéger des créanciers qui réclameraient le paiement de leur créance ou du bailleur pour des loyers impayés. Le but est de permettre une réorganisation de l'entreprise et donc assurer sa pérennité, l'emploi et le paiement des créanciers.
La procédure de sauvegarde permet notamment à une société qui aurait une dette vis-à-vis d'un ou plusieurs fournisseurs mais qui pour autant, serait en mesure de la rembourser (la société n'est pas en cessation de paiement à l'ouverture de la procédure de sauvegarde) d’obtenir par l'intermédiaire du Tribunal de Commerce un étalement de cette dette sur une durée de 2 à 9 ans.
La procédure s'inspire du droit existant américain (notamment le Chapitre 11 de la loi sur les faillites). Elle est réservée à toute personne morale, ainsi qu'à certaines personnes physiques, et sous conditions.

## Fonctionnement[2]

### Conditions d’ouverture
- L’entreprise doit rencontrer des difficultés qu’elle ne peut surmonter seule.
- Elle ne doit pas être en cessation des paiements.

#### Déroulement
1. Dépôt de la demande : l’entreprise saisit le tribunal compétent avec un dossier justifiant ses difficultés. La demande d’entrée en procédure de sauvegarde est à l’initiative du dirigeant. Il n’est pas possible pour un créancier d’en faire la demande.
2. Jugement d’ouverture : le tribunal vérifie la recevabilité de la demande et désigne si besoin un administrateur judiciaire.
3. Période d’observation : l’entreprise continue son activité sous surveillance, et un plan de sauvegarde est élaboré.
4. Approbation du plan : si la sauvegarde est viable, un plan d’étalement des dettes est validé par le tribunal et s’applique sur une durée maximale de 10 ans.
5. Exécution du plan : l’entreprise rembourse ses dettes conformément aux échéances fixées.